# جیسون کیلار
جیسون کیلار (انگلیسی: Jason Kilar؛ زادهٔ ۲۶ آوریل ۱۹۷۱) یک بازرگان اهل ایالات متحده آمریکا است.